# Garsauritis xanthostola
Garsauritis xanthostola is een vlinder uit de familie Nymphalidae. De wetenschappelijke naam van de soort is voor het eerst geldig gepubliceerd in 1862 door Henry Walter Bates.